# Vlajka Středoafrické republiky

Vlajka Středoafrické republiky
Poměr stran: 2:3 nebo 3:5

Vlajka Středoafrické republiky byla přijata 1. prosince 1958. Vlajka je tvořena listem o poměru stran 3:5 nebo 2:3 se čtyřmi vodorovnými pruhy v barvě modré, bílé, zelené a žluté, nad nimiž je ve svislé ose vlajky umístěn stejně široký pruh červené barvy. V horním rohu vlajky je v modrém pruhu žlutá pěticípá hvězda.
Vlajku navrhl první prezident nezávislého území Oubangui-Chari, Barthélemy Boganda, který věřil, že „Francie a Afrika musejí jít společně“. Proto ve vlajce zkombinoval francouzské a panafrické barvy. Modrá barva na vlajce představuje oblohu a svobodu, bílá mír a důstojnost, zelená naději a víru a žlutá toleranci. Červená barva symbolizuje krev národa, prolitou v boji za samostatnost. Celkově má vlajka reprezentovat touhu po sjednocení mezi lidmi na světě, zejména ale na africkém kontinentě.

Rozměry vlajky Středoafrické republiky (při poměru stran 2:3)
Vlajka prezidenta Středoafrické republiky Poměr stran: 1:1

## Historie

Francouzská vlajka kolonie Ubangi-Šari (1903–1960) Poměr stran: 2:3
Císařská vlajka Bokassy I. (1976–1979) Poměr stran: 2:3

## Separatistické hnutí
14. prosince 2015 byla vůdcem muslimských povstalců Noureddine Adamem vyhlášena na severu Středoafrické republiky autonomní Republika Logone. Je již take známá vlajka autonomní republiky: vodorovné pruhy (seshora dolů)
žlutý, černý a zelený s černou, bíle lemovanou hvězdou v prostředním pruhu. Povstalci ji vyvěsili v severním městě N ́Dele, vojáci mise OSN ji
však sundali. Dle jiných zdrojů se republika nazývá Republika Dar EL Kouti. Žlutá znamená zlato severu, zelená úrodnost půdy a černá na znamení odporu k centrální vládě. Hvězda symbolizuje boj obyvatel severu proti centrální vládě v Bangui, hlavním městě Středoafrické republiky.